# مارسيلو تروبياني
مارسيلو انطونيو أوغيتو تروبياني (بالإسبانية: Marcelo Trobbiani) (من مواليد 17 فبراير 1955 في كاسيلدا، سانتا في): لاعب كرة قدم أرجنتيني ومدرب سابق، وعمل كمدير لنادي ريفر الأكوادوري.
وكان ضمن تشكيلة المنتخب الأرجنتيني عندما فازوا بكأس العالم عام 1986.

## وصلات خارجية
- مارسيلو تروبياني على موقع الاتحاد الدولي (مؤرشف)  (الإنجليزية)
- مارسيلو تروبياني على موقع قاعدة بيانات كرة القدم.إي يو (الإنجليزية)
- مارسيلو تروبياني على موقع ناشيونال فوتبول تيمز (الإنجليزية)
- مارسيلو تروبياني على موقع عالم كرة القدم.نت (الإنجليزية)
- Boca Juniors profile نسخة محفوظة 8 ديسمبر 2015 على موقع واي باك مشين. (بالإسبانية)
- Futbol Factory profile في أرشيف الإنترنت(أرشفت في  أكتوبر 20, 2007) (بالإسبانية)